# 弗雷德里克·格里高利
弗雷德里克·德鲁·格里高利（Frederick Drew Gregory，1941年1月7日—），前美國空軍上校及美国国家航空航天局的宇航员，执行过STS-51-B、STS-33以及STS-44任务。